# Abtswind
Abtswind är en köping (Markt) i Landkreis Kitzingen i Regierungsbezirk Unterfranken i förbundslandet Bayern i Tyskland.
Köpingen ingår i kommunalförbundet Wiesentheid tillsammans med köpingarna Rüdenhausen, Wiesentheid och kommunen Castell.